# Montbéliarde

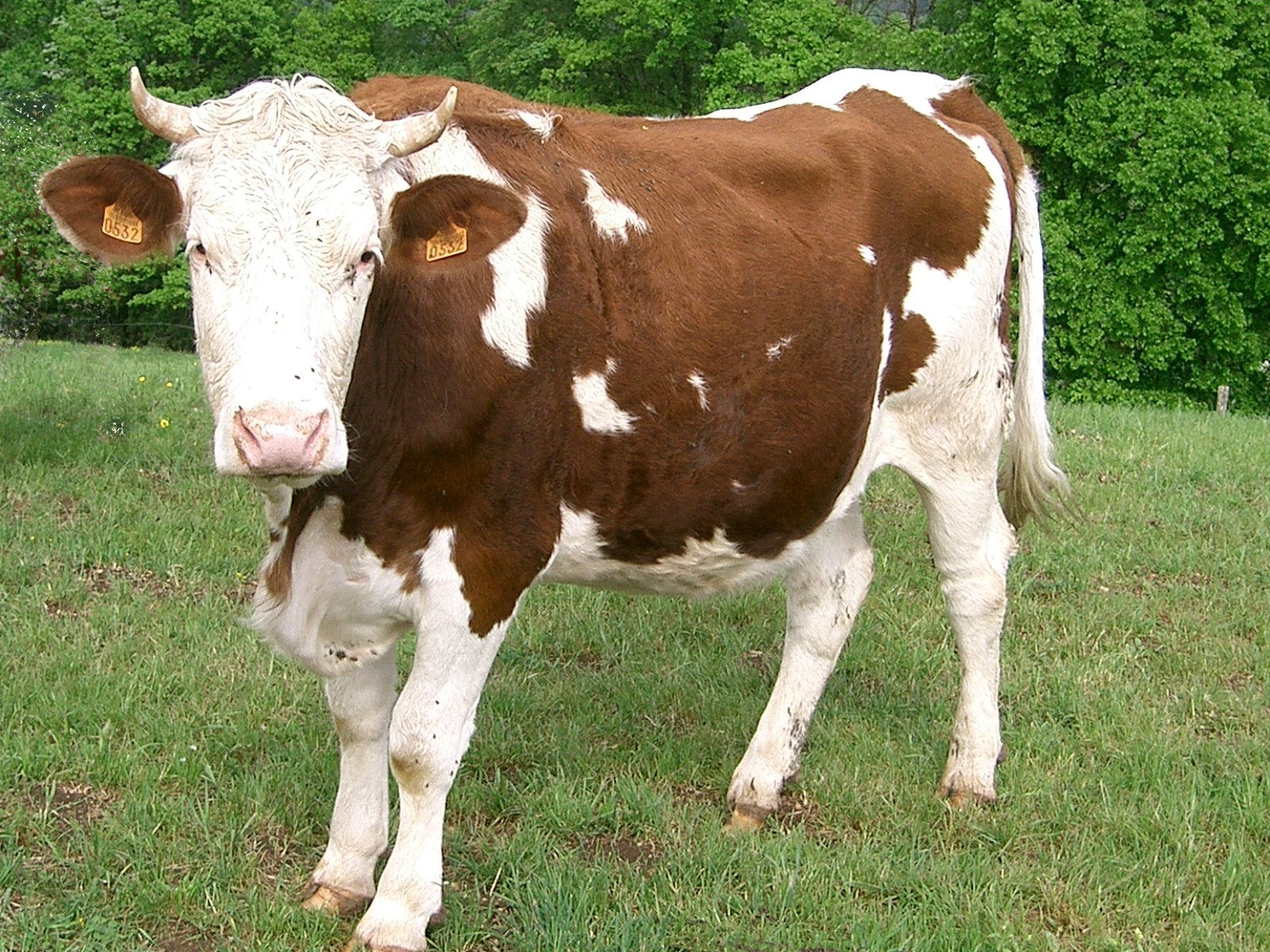
Una vaca Montbéliarde

La Montbéliarde es una raza vacuna de ganado lechero overo rojo del área de Montbéliard, en el departamento de Doubs, en la región de Bourgogne-Franche-Comté del oriente francés. Es utilizada principalmente para la obtención de leche y particularmente para la quesería.

## Historia
El nombre Montbéliarde fue utilizado por primera vez por Joseph Graber en 1872, al exhibir un grupo de ganado en la competición agrícola de Langres.  Antes de esto las existencias locales de razas indígenas multipropósitos como Fémeline y Tourache (más tarde conocidos como Comtoise) habían sido mejoradas por los labradores menonitas de Suiza, y nombradas como franco-suizas. En 1889, la raza fue aceptada oficialmente, y se fundó su stud book (registro genealógico). Desde 1980, la raza ha sido seleccionada por su buena conversión de forraje. Después del 1900, mucho ganado fue vendido a la región del Midi y a Argelia.
En los '70, ejemplares de Holstein rojo fueron cruzadas con esta raza. Al mismo tiempo, fueron esporádicamente cruzados con toros Simmental, pero no resultó muy exitoso. En los '90, el ganado Montbéliarde fue utilizado para cruzar con el ganado rojo danés y con la raza de vacunos de carne Vorderwälder.

## Características

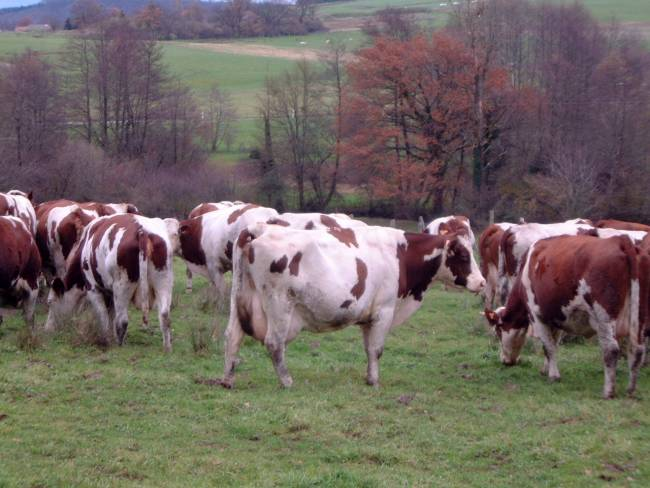

Los animales son overos rojos con cabezas blancas y cuernos cortos, y de tipo productivo lechero. Las vacas maduras pesan de 600 a 700 kg (1322,8 a 1543,2 lb), y una alzada de aproximadamente 145 cm (57,1 plg) de altura a la cruz, y los toros maduros pesan de 900 a 1,200 kg (2,000 a 2,600 lb). La leche es particularmente muy adecuada para la elaboración de queso debido a la alta frecuencia de las variantes BB de la caseína kappa, dando cosechas más altas de queso. Siendo de tipo lácteo pero menos extremo que las modernas Holsteins, las vacas de esta raza tienen menores rendimientos de leche, pero fertilidad y longevidad mejores, y más bajo conteo de células en la leche, indicando una incidencia más baja de mastitis.

## Usos
La Montbéliarde es principalmente una raza de producción láctea, pero tiene mejores características cárnicas que el ganado Holstein. Francia tiene registradas casi 400.000 vacas lecheras de Montbéliarde, con una lactancia anual promedio por adulta de 7.486 litros (1.978 galones de E.U.A.) con 3,9% de grasa butirosa y 3,45% de proteína.  La proteína de la leche es de un tipo muy adecuado para la elaboración de queso, y algunos rebaños son alimentados con una dieta a base de heno para producir leche específicamente para este propósito. Las vacas de deshecho y los terneros macho valen más que las Holstein. La raza se ha extendido a muchos países y está volviéndose popular para la cruza con Holsteins para conseguir mejoras en la fertilidad y la longevidad.